# جون كوفي
جون كوفي (بالألمانية: John Cofie)‏ (21 يناير 1993 في غانا - ) هو لاعب كرة قدم ألماني في مركز الهجوم. شارك مع منتخب إنجلترا تحت 17 سنة لكرة القدم. أما مع النوادي، فقد لعب مع رويال أنتويرب وشيفيلد يونايتد ومانشستر يونايتد ونادي بارنسلي ونادي ريكسهام ونادي مولده ونوتس كاونتي وتيلفورد يونايتد ونادي كرولي تاون.

## وصلات خارجية
- جون كوفي على موقع قاعدة بيانات كرة القدم.إي يو (الإنجليزية)
- جون كوفي على موقع Soccerbase.com (لاعب) (الإنجليزية)
- جون كوفي على موقع Soccerway.com (الإنجليزية)